# Option/Telepathy
Option/Telepathy (stilizzato come OP†ION/†ELEPA†HY) è un singolo del gruppo musicale statunitense Crosses, autoprodotto e pubblicato il 21 aprile 2012.

## Descrizione
Si tratta di un doppio singolo contenente i brani Option e Telepathy, originariamente pubblicati rispettivamente in EP 1 (2011) e EP 2 (2012).

## Pubblicazione
Il doppio singolo è stato reso disponibile in occasione dell'annuale Record Store Day in quantità limitata a mille copie.
Il 19 agosto 2014 Telepathy è stato ripubblicato come secondo singolo estratto dall'album omonimo dei Crosses ed è stato inoltre anticipato il 9 maggio dal relativo video diffuso sul canale YouTube di Chino Moreno.

## Tracce
7"
- Lato A

1. Option – 4:23

- Lato B

1. Telepathy – 3:34

Download digitale – Telepathy
1. Telepathy – 3:35

CD promozionale (Stati Uniti) – Telepathy
1. Telepathy (Tom Lord-Alge Mix) – 3:35
2. Telepathy (Album Mix) – 3:35

## Formazione
Gruppo
- Chino Moreno – voce
- Shaun Lopez – chitarra, tastiera, campionatore, programmazione
- Chuck Doom – basso, tastiera, campionatore, programmazione

Altri musicisti
- Chris Robyn – batteria

Produzione
- Shaun Lopez – produzione, ingegneria del suono, missaggio
- Crosses – produzione
- Eric Broyhill – mastering
- Brendan Dekora – assistenza ingegneria ai Glenwood Studios
- Eric Stenman – ingegnere al missaggio ai Red Bull Studios
- Kyle Stevens – ingegnere al missaggio agli Henson Recording